# Capodanno in musica
Capodanno in musica è un programma televisivo italiano di genere musicale, basato su uno o più concerti, trasmesso su Canale 5 la notte di San Silvestro nel 2013 con Serena Autieri ed Alvin alla conduzione. Dal 2014 al 2016 venne sostituito da Capodanno con Gigi D'Alessio, di cui Giuseppe Valente è lo stesso creatore, per poi tornare ad essere dal 2017 (escluso il 2020) l'evento cardine della rete presentato da Federica Panicucci. 
Il programma viene trasmesso in diretta in varie località: nella prima edizione da piazza Federico Fellini a Rimini, per la seconda edizione dall'Unipol Arena di Bologna, per la terza e quarta edizione da piazza Libertà a Bari. Dopo la quinta edizione realizzata al teatro Petruzzelli di Bari, l'evento si è spostato a Genova in piazza De Ferrari mentre nel 2024 a Catania in piazza del Duomo.

## Edizioni
| Edizione | Emittente radiofonica | Emittente radiofonica | Emittente radiofonica | Emittente radiofonica | Emittente radiofonica | Emittente radiofonica | Emittente radiofonica | Rete televisiva | Titolo del programma     | Presentatori       | Presentatori  | Messa in onda    | Messa in onda   | Location                        |
| Edizione | Emittente radiofonica | Emittente radiofonica | Emittente radiofonica | Emittente radiofonica | Emittente radiofonica | Emittente radiofonica | Emittente radiofonica | Rete televisiva | Titolo del programma     | Presentatori       | Presentatori  | Inizio           | Fine            | Location                        |
| -------- | --------------------- | --------------------- | --------------------- | --------------------- | --------------------- | --------------------- | --------------------- | --------------- | ------------------------ | ------------------ | ------------- | ---------------- | --------------- | ------------------------------- |
| 1ª       | Non presenti          | Non presenti          | Non presenti          | Non presenti          | Non presenti          | Non presenti          | Non presenti          | Canale 5        | Capodanno in musica      | Serena Autieri     | Alvin         | 31 dicembre 2013 | 1º gennaio 2014 | Piazza Federico Fellini, Rimini |
| 2ª       | Radio 105             | R101                  | Radio Subasio         | Non presenti          | Non presenti          | Non presenti          | Non presenti          | Canale 5        | Wind Capodanno in musica | Federica Panicucci | Non presente  | 31 dicembre 2017 | 1º gennaio 2018 | Unipol Arena di Bologna         |
| 3ª       | Radio 105             | R101                  | Radio Subasio         | Radionorba            | Radio Monte Carlo     | Non presenti          | Non presenti          | Canale 5        | Capodanno in musica      | Federica Panicucci | Non presente  | 31 dicembre 2018 | 1º gennaio 2019 | Piazza Libertà, Bari            |
| 4ª       | Radio 105             | R101                  | Radio Subasio         | Radionorba            | Radio Monte Carlo     | Non presenti          | Non presenti          | Canale 5        | Capodanno in musica      | Federica Panicucci | Non presente  | 31 dicembre 2019 | 1º gennaio 2020 | Piazza Libertà, Bari            |
| 5ª       | Radio 105             | R101                  | Radio Subasio         | Radionorba            | Radio Monte Carlo     | Radio Bruno           | Radio Piterpan        | Canale 5        | Capodanno in musica      | Federica Panicucci | Non presente  | 31 dicembre 2021 | 1º gennaio 2022 | Teatro Petruzzelli, Bari        |
| 6ª       | Radio 105             | R101                  | Radio Subasio         | Radionorba            | Radio Monte Carlo     | Radio Bruno           | Radio Piterpan        | Canale 5        | Capodanno in musica      | Federica Panicucci | Non presente  | 31 dicembre 2022 | 1º gennaio 2023 | Piazza De Ferrari, Genova       |
| 7ª       | Radio 105             | R101                  | Radio Subasio         | Radionorba            | Radio Monte Carlo     | Radio Bruno           | Radio Piterpan        | Canale 5        | Capodanno in musica      | Federica Panicucci | Non presente  | 31 dicembre 2023 | 1º gennaio 2024 | Piazza De Ferrari, Genova       |
| 8ª       | Radio 105             | R101                  | Radio Subasio         | Radionorba            | Radio Monte Carlo     | Non presenti          | Non presenti          | Canale 5        | Capodanno in musica      | Federica Panicucci | Fabio Rovazzi | 31 dicembre 2024 | 1º gennaio 2025 | Piazza del Duomo, Catania       |

### Prima edizione (2013)
Dopo quattro edizioni di Capodanno Cinque, viene prodotta la prima edizione, che ha visto protagonisti della serata condotta da Serena Autieri, con la partecipazione di Alvin, due Big della musica italiana: Marco Mengoni e Mario Biondi.
La prima parte del programma è dedicata a Mario Biondi, che presenta il suo album natalizio Mario Christmas. Mengoni propone invece vari brani del suo album #PRONTOACORRERE.
Il programma però non ha ottenuto il successo sperato, infatti ha ottenuto solamente il 10,14% di share venendo superato di gran lunga da L'anno che verrà, in onda su Rai 1, e dal Festival internazionale del circo di Monte Carlo, in onda su Rai 3.
- Cast artistico: Marco Mengoni, Mario Biondi.

### Seconda edizione (2017)
Dopo tre edizioni di Capodanno con Gigi D'Alessio, il 2 novembre 2017, viene ufficializzata la produzione di una nuova edizione, questa volta condotta da Federica Panicucci in diretta dall'Unipol Arena di Bologna su Canale 5. Da questa edizione va anche in radio su Radio 105, con la conduzione di Daniele Battaglia ed Ylenia e non solo, su R101 con la conduzione di Alessandro Sansone e Chiara Tortorella, ed infine anche su Radio Subasio con la conduzione di Katia Giuliani e Roberto Gentile (emittenti radiofoniche tutte appartenenti al gruppo RadioMediaset). Come avvenuto già nel 2015 e nel 2016, anche questo veglione verso l'anno nuovo è stato trasmesso in contemporanea anche su Rete 4 dalle 23:50. Per l'evento, sono stati messi in vendita dei biglietti acquistabili dai rivenditori ufficiali a partire da 29 €, esauriti in pochi mesi. L'evento in questa edizione viene sponsorizzato dal gestore telefonico Wind.
Il 7 novembre 2017, viene effettuata la conferenza stampa dell'evento.
L'evento è stato nuovamente battuto dalla concorrenza di Rai 1, che proponeva L'anno che verrà.
- Cast artistico: Francesco Gabbani, Alexia, Sergio Sylvestre, Ermal Meta, Gabry Ponte, Michele Bravi, Fabrizio Moro, Anna Tatangelo, Riki, Ron, Elodie, Marco Masini, Annalisa, Benji & Fede, Alex Britti, Shade, Mario Venuti, Noemi, Michele Zarrillo, Enrico Ruggeri, I Decibel, Chiara, Nesli, Thomas, Alessandro Coli, Federica Carta, Fred De Palma.

### Terza edizione (2018)
Il 31 ottobre il programma è stato confermato per la terza edizione, questa volta in diretta da Bari. Alla conduzione per la seconda volta consecutiva da Federica Panicucci. Da questa edizione anche Radio Monte Carlo e Radionorba trasmettono in radio la manifestazione.
Anche questa edizione, è stata battuta notevolmente dalla concorrenza di Rai 1, che proponeva come ogni anno L'anno che verrà.
- Cast artistico: Annalisa, Benji & Fede, Luca Carboni, Fabio Rovazzi, Fabrizio Moro, Irama, Ermal Meta, Elettra Lamborghini, Ron, Riccardo Fogli, Roby Facchinetti, Tiromancino, Junior Cally, Guè, Elodie, I Mamacita.

### Quarta edizione (2019)
Durante la presentazione dei palinsesti delle festività Mediaset, è stata annunciata la realizzazione della quarta edizione del programma in diretta da Bari in Piazza della Prefettura come nella precedente edizione. Per la terza volta consecutiva l'evento è condotto da Federica Panicucci. Il 4 dicembre 2019 a Milano si è svolta la conferenza stampa dell'evento.
Da questa edizione l'evento torna ad essere trasmesso in simultanea anche su Rete 4 dalle 23:50 del 31 dicembre alle 00:15 del 1º gennaio dell'anno nuovo, segnando uno share dell'1,7% con 255 000 spettatori.
- Cast artistico: Anna Tatangelo, Elodie, Annalisa, Francesco Renga, Raf, Umberto Tozzi, Nek, Fred De Palma, Shade, Marianne Mirage, Riki, Giordana Angi, Fabrizio Moro, Mondo Marcio, Edoardo Brogi (Vincitore di Coca Cola Future Legend), I Mamacita, I ragazzi di Amici 19 (Si esibiscono in una performance di canto e ballo), Danti, Fabio Rovazzi, J-Ax, Mahmood, Tormento.

### Quinta edizione (2021)
Dopo un anno di stop per via della pandemia di COVID-19 (inizialmente prevista, ma successivamente sostituita da Grande Fratello VIP Happy New Year), torna in onda sempre con la conduzione di Federica Panicucci in diretta dal Teatro Petruzzelli di Bari. Delle sei edizioni realizzate è stata la più seguita in termini di pubblico, trasmessa in radio per la prima volta anche su Radio Bruno e Radio Piterpan oltre che su Radio 105, R101, Radio Subasio, Radionorba e Radio Monte Carlo.
- Cast artistico: Rocco Hunt, Vegas Jones, Roby Facchinetti e Riccardo Fogli, Alessandro Casillo, Patty Pravo, I Sottotono, The Kolors, Bianca Atzei, Annalisa, Boomdabash, Sergio Sylvestre con i Room9, Riki, Federico Rossi, Cedraux, Alfa e Tecla, I Mamacita, Ermal Meta, Fabio Rovazzi, Tiromancino.

### Sesta edizione (2022)
Dopo aver realizzato le ultime tre edizioni a Bari, il Concertone di fine anno si sposta a Genova in Piazza De Ferrari. Per il quinto anno è condotto da Federica Panicucci in diretta su Canale 5. Come avvenuto per le precedenti edizioni, l'evento è trasmesso anche su Radio 105 (con Daniele Battaglia), R101 (con Fernando Proce), Radio Monte Carlo (con Davide Lentini), Radio Subasio (con Manuel Saraca), Radionorba (con Marco Guacci) e, per il secondo anno consecutivo, anche su Radio Bruno (con Enzo Ferrari) e Radio Piterpan (con Linda Pani).
- Cast artistico: Patty Pravo, Anna Tatangelo, Gemelli Diversi, Annalisa, Roby Facchinetti, The Kolors, Rocco Hunt, Baby K, Luigi Strangis, I Mamacita, Ivana Spagna, Follya, Big Boy, Fabio Rovazzi, Gionny Scandal, Blind, Riccardo Fogli, Riki, Fausto Leali, Erwin. Da Amici 22: Angelina Mango, Cricca e Rita Pompili[9]. I Boomdabash, Rkomi, La Rappresentante di Lista e Gigi D'Alessio si esibiscono in collegamento dalle piazze di Bari e Matera[10].

### Settima edizione (2023)
Il Concertone di fine anno torna per il secondo anno a Genova in Piazza De Ferrari. Per il sesto anno è condotto da Federica Panicucci in diretta su Canale 5. Come avvenuto per le precedenti edizioni, l'evento è trasmesso anche su Radio 105 (con Mariasole Pollio), R101, Radio Monte Carlo, Radio Subasio, Radionorba, Radio Bruno e Radio Piterpan.
- Cast artistico: Al Bano, Orietta Berti, Articolo 31, Rocco Hunt, Iva Zanicchi, Fausto Leali, Michele Bravi, Mietta, Luigi Strangis, Matteo Romano, Gemelli Diversi, Ivana Spagna, Gaia, Sophie and The Giants, Enrico Nigiotti, Big Boy, Paolo Meneguzzi, Leo Gassman, Berna, Federica, Wax, Valentina Parisse, i Mamacita ed i concorrenti del talent Amici 23. Ermal Meta, Coez e Frah Quintale si esibiscono in collegamento dalla piazza di Bari[11].

### Ottava edizione (2024)
Il Concertone di fine anno è andato in onda da Catania, in Piazza del Duomo, con la conduzione di Federica Panicucci per il settimo anno consecutivo e con la partecipazione di Fabio Rovazzi in diretta su Canale 5. L'accordo per la realizzazione dell'evento è stato sancito tramite un decreto della Regione Siciliana, dopo una serie di trattative che hanno portato Mediaset (RadioMediaset S.p.a.) a ridurre il budget e il cast inizialmente previsti. L'evento è stato trasmesso anche sulle emittenti radiofoniche Radio 105, R101, Radio Monte Carlo, Radio Subasio e Radionorba. 
Note: In questa edizione c'è stato il gemellaggio fra il Comune di Catania e il Comune di Bari.
- Cast artistico: Orietta Berti, Umberto Tozzi, Gigi D'Alessio, Mietta, Mida, Marco Masini, Riccardo Fogli, Ivana Spagna, Paola & Chiara, Baby K, Paolo Meneguzzi, i concorrenti del talent Amici 24, LDA, Riki, Alberto Urso, Berna, Cioffi, El Ma, I Desideri, Grelmos, Ludwig, Vida Loca. Emma Marrone si esibisce in collegamento dalla piazza di Bari.

## Radio Partner
| Radio             | Edizioni | Edizioni | Edizioni | Edizioni | Edizioni | Edizioni | Edizioni | Edizioni | Totale |
| Radio             | 1ª       | 2ª       | 3ª       | 4ª       | 5ª       | 6ª       | 7ª       | 8ª       | Totale |
| ----------------- | -------- | -------- | -------- | -------- | -------- | -------- | -------- | -------- | ------ |
| Radio 105         |          |          |          |          |          |          |          |          | 7      |
| R101              |          |          |          |          |          |          |          |          | 7      |
| Radio Subasio     |          |          |          |          |          |          |          |          | 7      |
| Radio Monte Carlo |          |          |          |          |          |          |          |          | 6      |
| Radionorba        |          |          |          |          |          |          |          |          | 6      |
| Radio Bruno       |          |          |          |          |          |          |          |          | 3      |
| Radio Piterpan    |          |          |          |          |          |          |          |          | 3      |

Le radio del gruppo Mediaset insieme a Radionorba, Radio Bruno e Radio Piterpan sono partner di Radio Mediaset S.p.a. poiché il Gruppo Mediaset raccoglie per queste ultime la pubblicità nazionale.

## Audience
| Edizione | Rete televisiva | Anno      | Stagione | Programmazione | Programmazione | Programmazione | Programmazione | Programmazione | Programmazione | Programmazione | Ascolti Canale 5 | Ascolti Canale 5 | Ascolti Rete 4 | Ascolti Rete 4 |
| Edizione | Rete televisiva | Anno      | Stagione | L              | M              | M              | G              | V              | S              | D              | Telespettatori   | Share            | Telespettatori | Share          |
| -------- | --------------- | --------- | -------- | -------------- | -------------- | -------------- | -------------- | -------------- | -------------- | -------------- | ---------------- | ---------------- | -------------- | -------------- |
| 1ª       | Canale 5        | 2013-2014 | inverno  |                |                |                |                |                |                |                | 1 855 000        | 10,14%           | –              | –              |
| 2ª       | Canale 5        | 2017-2018 | inverno  |                |                |                |                | 2 753 000      | 17,10%         | 277 000        | 1,60%            |                  |                |                |
| 3ª       | Canale 5        | 2018-2019 | inverno  |                |                | 2 425 000      | 16,70%         | 159 000        | 1,00%          |                |                  |                  |                |                |
| 4ª       | Canale 5        | 2019-2020 | inverno  |                |                | 2 777 000      | 19,40%         | 255 000        | 1,70%          |                |                  |                  |                |                |
| 5ª       | Canale 5        | 2021-2022 | inverno  |                |                |                |                | 3 055 000      | 16,70%         | 397 000        | 2,00%            |                  |                |                |
| 6ª       | Canale 5        | 2022-2023 | inverno  |                |                | 3 001 000      | 20,93%         | 221 000        | 1,40%          |                |                  |                  |                |                |
| 7ª       | Canale 5        | 2023-2024 | inverno  |                |                | 2 631 000      | 18,10%         | –              | –              |                |                  |                  |                |                |
| 8ª       | Canale 5        | 2024-2025 | inverno  |                |                |                |                | –              | –              | 3 395 000      | 25,28%           |                  |                |                |